# Farsa de Inês Pereira

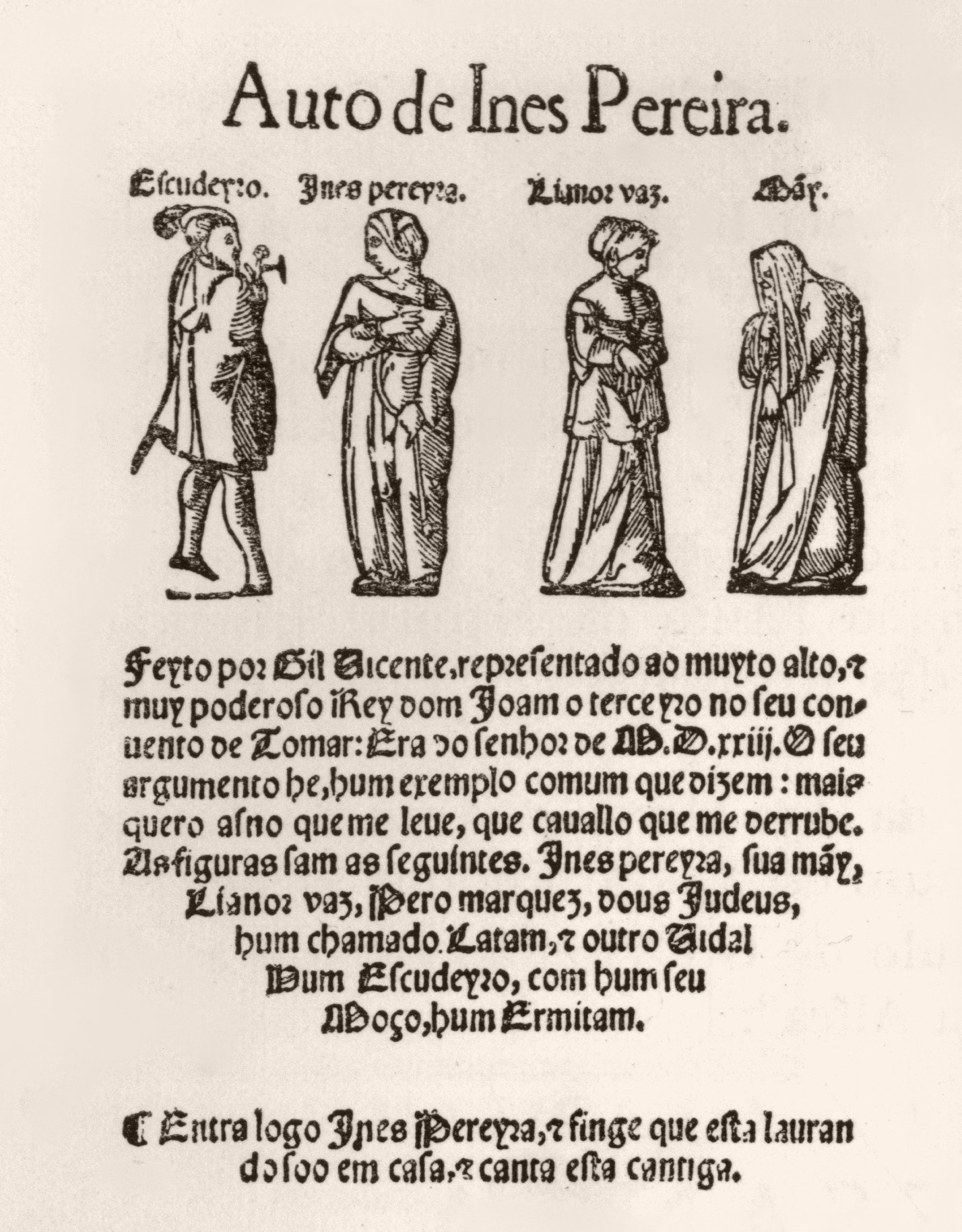
Frontispício do Auto de Ines Pereira, do séc. XVI.

A Farsa de Inês Pereira é uma peça de teatro escrita por Gil Vicente. Nela o autor retrata a ambição de uma criada da classe média portuguesa do século XVI.

## História
Gil Vicente havia sido acusado de plagiar obras do teatro espanhol de Juan del Encina. Então, pediu para que aqueles que o acusavam, lhe dessem um tema para que ele pudesse escrever uma peça. 
Deram-lhe o seguinte ditado popular como tema: «Mais vale asno que me leve que cavalo que me derrube». 
No auge de sua carreira dramática, sobre este tema, Gil Vicente criou a Farsa de Inês Pereira, respondendo assim àqueles que o acusavam de plágio. 
A peça foi apresentada pela primeira vez para o rei D. João III, em 1523 no Convento de Tomar.
Esta farsa é considerada a peça mais divertida e humanista de Gil Vicente, pelo facto da protagonista trair o marido e não receber nenhuma punição ou censura por isso, diferentemente das personagens de “O Auto da Barca do Inferno” ou de outras obras que este já havia escrito como o “O Velho da Horta”.

## Estrutura
Tecnicamente, é a mais perfeita obra vicentina, pela unidade de ação que apresenta. Pode ser dividida em 3 partes. Não há, no entanto uma divisão explícita, pelo autor, em actos, mas, caso tivéssemos que o fazer, chamaríamos de cenas sempre que houvesse a entrada/saída de personagens e atos, quando houvesse uma mudança de cenário. 
Toda a peça gira à volta da personagem principal, Inês Pereira, que nunca sai de cena. As didascálias são escassas.

## Resumo
Inês, moça simples e casadoira, mas com grande ambição procura um marido que seja astuto, sedutor e discreto (de discrição) para poder escapar dos trabalhos da vida de moça. A mãe de Inês, preocupada com a filha e a sua educação, incita-a a casar com Pêro Marques, abastado "vilão", pretendente arranjado por Lianor Vaz. No entanto, Inês Pereira não se apraz do filho do lavrador, por este ser inculto e simples.
Entram então em cena dois casamenteiros judeus (Latão e Vidal), e Inês casa-se com um escudeiro, de sua graça Brás da Mata.
Este casamento depressa se revela desastroso para Inês, que por tanto procurar um marido astuto acabou por casar com um monstro abusador, que antes de sair para a guerra, dá ordens ao seu moço que fique a vigiar Inês e que a tranque em casa de cada vez que sair à rua.
Meses após a sua partida, Inês recebe a prazerosa notícia de que o seu marido foi morto em batalha por um mouro. Aliviada para com a notícia, não tarda em querer casar de novo e, nesse mesmo dia, chega-lhe a noticia de que Pêro Marques continua casadoiro, de resto como ele havia prometido a Inês aquando do primeiro encontro de ambos.
Inês casa com ele logo ali e, já no fim da história, aparece um ermitão que se torna amante de Inês.
O ditado "mais quero asno que me leve que cavalo que me derrube", não podia ser melhor representado do que na última cena da obra, quando o marido a carrega em ombros até ao amante, e ainda canta com ela "assim são as coisas".

## Personagens
- Inês: representa uma mulher fútil, ambiciosa, preguiçosa e interesseira, que se casa duas vezes apenas para se livrar do tédio da vida doméstica. Não conseguindo ter a liberdade pretendida no primeiro casamento, consegue-a no segundo, com um marido ingénuo (Pêro Marques). Apesar do seu comportamento impróprio, consegue até mesmo a simpatia do público pela inteligência com que planeia os seus passos.
- Lianor Vaz: é a alcoviteira, personagem que naquela época arranjava casamentos, numa sugestão de que a base da família estaria corrompida.
- Mãe: apesar de dar conselhos à filha, acha importante que ela não fique solteira e torna-se cúmplice das atitudes dela.
- Pêro Marques: é o marido bobo. Apesar de ser ridicularizado por Inês, casa-se com ela e deixa que ela o maltrate e o traia.
- Escudeiro: Preocupado em arranjar uma esposa, finge e engana, criando uma imagem de "bom moço"; revela-se depois um tirano, e deixa Inês presa em sua casa; é morto por um pastor.
- Moço: era o criado do primeiro marido de Inês que, embora não gostasse do Escudeiro, o ajuda a mentir para se casar com ela.
- Ermitão: era um velho amigo de Inês que se tornou Ermitão, no fim da história Inês vai ter com o ermitão às costas do seu marido..
- Latão e Vidal: judeus casamenteiros que apresentaram o Escudeiro a Inês.